# Tub (Einheit)
Die Tub (Több, Kruh, Cruh, Crue, Cure) war ein Volumenmaß im Handel mit England. In verschiedenen Regionen Afrikas und Asiens, die unter englischer Herrschaft standen, war es in Gebrauch. Als Flüssigkeitsmaß zum Beispiel in Calabar vorbehaltlich für Palmöl und als Salzmaß in Pfundangaben gewesen.
- Palmöl 1 Tub = 10 Gallons (alte engl.) = 37,852 Liter
- Salzmaß 1 Tub = 36 Pfund (alte engl. avoirdupois)
- Guinea  Ölmaß: 1 Kruh = 44,05 Liter[1]

Das Tub auf Sumatra, die Butte, hatte diese Beziehungen:
- - 1 Tub = 17,4402 Gallons (alte engl.) = 66,0199 Liter
  - 80 Tubs = 1 Coyang = 800 Sukats = 9600 Pakkhas = 52,816 Hektoliter